# Souterrain von Yinstay
Das zerstörte Souterrain von Yinstay (auch Yensta genannt) lag nahe der Steilküste der Yinstay Bay, auf der Halbinsel Tankerness, auf der Orkneyinsel Mainland in Schottland. Bei den Souterrains wird grundsätzlich zwischen „rock-cut“, „earth-cut“, „stone built“ und „mixed“ Souterrains unterschieden.
Das Souterrain lag westlich der Yinstay Farm auf dem höchsten Punkt, der nur durch einen etwa 3,0 m hohen Kalksteinhaufen übertroffen wird. 
Das 1909 teilweise ausgegrabene Souterrain ist nicht mehr zu finden. Es wurde als ovale 6,45 m lange, 2,1 m breite und 0,75 m hohe Struktur beschrieben. Die Seitenwände des (earth-cut) Souterrains waren teilweise aus dem lehmigen Sandstein und Lehm geschnitten. Steinsäulen stützten ein Flachdach. 
Im Inneren des Erdhauses wurde ein rohes Steingerät gefunden. Die Kammer enthielt ferner Austern- und Weichtierschalen, Bruchstücke von Hirschgeweih, Fragmente ziemlich feiner Töpferware verbranntes Holz und Knochen und Zähne von Schafen.